# Annelise Roux
Annelise Roux est une écrivaine française, née le 26 février 1964 à Bordeaux.

## Biographie
Diplômée en science politique, elle envisage de devenir peintre et poursuit des études de peinture, d'histoire de l'art et d'ethnologie. La lecture et l'écriture sont omniprésentes dès le début de l'adolescence, peut-être en raison des crises d'asthme répétées qui la contraignent. Journaliste un temps, elle s'éloigne de la presse et s'attelle à des travaux manuels assez durs, le plus souvent à la campagne ou dans des domaines vinicoles. Elle alterne postes à responsabilités et petits boulots très éloignés de sa formation initiale. Elle est tour à tour directrice de la communication de grands crus, serveuse, cueilleuse de fruits, ouvrière agricole.
Elle publie à partir de 1999 plusieurs livres dans la Série noire de Gallimard, tous ayant pour caractéristique d'être en rupture avec l'idée habituelle de la collection. Sans renier l'héritage du roman noir et du polar, elle s'emploie à en détourner les codes. Les livres qui en résultent ont pour base une dénonciation sociale et humaine aigüe et baignent dans une étrangeté qui signe son ton, écriture ample, nombreuses évocations pastorales, mélange de tragique et de burlesque, d'ironie et d'apaisement contemplatif. Elle participe à diverses parutions, en particulier attenantes au milieu du rock.
Nouvelliste, essayiste et romancière, elle rejoint les éditions Sabine Wespieser en septembre 2009.
Son éclectisme très particulier, son univers singulier, marqué à la fois par une grande liberté fantasque et une grande cohérence - Annelise Roux est romancière, auteur de littérature générale, mais également de romans noirs, de poésie et de textes pour les enfants - font d'elle une styliste de plus en plus respectée et prisée au sein du paysage littéraire français actuel.
Elle figure dans le clip d'un rappeur de Kinshasa qui s'est inspiré d'un de ses livres et a accepté à l'occasion de monter sur scène, en Bretagne ou lors de tournées à l'étranger, afin de donner des extraits slamés de ses ouvrages.
Elle a pris plusieurs fois position pour la cause animale, revendiquant comme "pas du tout mièvre, au contraire importante et fondatrice" la lecture du livre d'Elisabeth de Fontenay, Le silence des bêtes, qui interroge animalité, humanité et rapport de force induit par un groupe soi-disant supérieur.
Saluée par France 2 ("Écrite avec une des plumes les plus vibrantes de la rentrée littéraire, dans une langue magnifique qui fouille, qui creuse une vérité toujours plus lointaine, toujours plus enfouie, l'anamnèse d'Annelise Roux force l'empathie et la réflexion") ou Le Soir ("Poème, invitation au voyage imaginaire, son dernier livre est une petite perfection en soi, un hapax où l'écriture ose, invente et secoue"), La Solitude de la fleur blanche a reçu le Prix Henri de Rénier de l'Académie française en 2011.
L'ouvrage a également fait l'objet d'une thèse ("Le Minaret des souvenirs" ou la notion d'hybridité en littérature d'Albert Camus à Annelise Roux) commise à Louisiana State University par le Professeur J.X. Brajet ainsi que d'un dossier spécial dans la revue Esprit (Augustin Barbara) et l'Est Républicain d'Algérie "De l’Algérie aux terres bordelaises : un lien contemporain inusable, exploré grâce à une fiction humaniste"
Elle dirige depuis 2015 la section cinéma du blog créé par Pierre Assouline, "La République du Cinéma".

## Milieu de l'art
- En Égypte, le livre des vivants, Xavier Roy : Photographie, Commissaire : Francine Grünwald, Mois européen de la photo 2006, Galerie Forêt Verte, du 01/11/2006 au 30/11/2006 : préface au travail photographique de Xavier Roy et chronique du rapport écrivain/photographe[7]
- Cristalimb, conte initiatique à la forme littéraire volontairement désuète publié en 2011, clin d’œil assumé, faussement adressé aux seuls enfants et prenant justement pour thème la vulnérabilité, l'isolement et le mutisme d'un enfant sans père, a fait l'objet d'une variation libre par la Pollock-Manus Contemporary Company, donnant lieu à des installations et des représentations successives à Bamako, Saint-Pétersbourg, Riga, Venise et Berlin au cours de l'année 2012.